# Rob Druppers
Robertus ("Rob") Johannes Druppers (* 29. dubna 1962, Utrecht) je bývalý nizozemský atlet, běžec, jehož specializací byl běh na 800 metrů.
Je bývalým držitelem halového světového rekordu v běhu na 1000 metrů. 